# خوسيه كوريا
خوسيه كوريا (بالإنجليزية: José Correa)‏ (27 ديسمبر 1980 - 23 أبريل 2015) هو ملاكم أمريكي، صنّف ضمن فئة وزن الويلتر.

## روابط خارجية
- خوسيه كوريا على موقع بوكس ريك (الإنجليزية) (registration required)